# Лопуховское муниципальное образование
Лопуховское муниципальное образование — сельское поселение в Аткарском районе Саратовской области Российской Федерации.
Административный центр — посёлок Лопуховка.

## История
Статус и границы сельского поселения установлены Законом Саратовской области от 27 декабря 2004 года № 99-ЗСО «О муниципальных образованиях, входящих в состав Аткарского муниципального района».
Законом Саратовской области от 25 апреля 2014 года № 48−ЗСО Земляно-Хуторское и Лопуховское муниципальные образования преобразованы путём их объединения во вновь образованное муниципальное образование «Лопуховское муниципальное образование Аткарского муниципального района Саратовской области», наделённое статусом сельского поселения.
В 2019 году железнодорожный разъезд Енгалычевский и железнодорожная станция Капеллы были переданы в Даниловское муниципальное образование.

## Население
| 2010  | 2011  | 2012  | 2013  | 2014  | 2015  | 2016  |
| ----- | ----- | ----- | ----- | ----- | ----- | ----- |
| 1348  | ↘1344 | ↗1361 | ↗1371 | ↗1377 | ↗2412 | ↗2418 |
| 2017  | 2018  | 2019  | 2020  | 2021  |       |       |
| ↘2386 | ↘2358 | ↘2290 | ↘2237 | ↘2088 |       |       |

## Состав сельского поселения
| № | Населённый пункт | Тип населённого пункта          | Население |
| - | ---------------- | ------------------------------- | --------- |
| 1 | Бубновка         | деревня                         | 55        |
| 2 | Земляные Хутора  | село                            | ↘541      |
| 3 | Лопуховка        | посёлок, административный центр | ↗1377     |
| 4 | Малые Копены     | село                            | ↘311      |
| 5 | Синельниково     | деревня                         | ↘112      |